# Джован Адепо
Джован Адепо (англ. Jovan Adepo; нар. 6 вересня 1988) — британсько-американський актор. Він відомий своєю роллю Корі Макссона в екранізації «Паркани» (2016), а також він виконав головну роль у фільмі «Оверлорд» 2018 року та зіграв Лайонела Джефферсона у спецвипуску CBS «Усі в родині/Джефферсони». Адепо знявся в серіалі «Коли вони нас побачать», у другому сезоні телесеріалу «Джек Раян» та у Facebook серіалі «Співчуваю вашій втраті» Він грав Майкла Мерфі в серіалі HBO "Залишені", а в 2019 році з'явився в серіалі "Вартові" як Правосуддя в Капюшоні. Джован був номінований на Прайм-тайм премію «Еммі» у категорії Найкращий актор другого плану в мінісеріалі або серіалі-антології, або телефільмі. Він також зіграв роль Ларрі Андервуда в мінісеріалі "Протистояння", знятого за мотивами однойменного роману Стівена Кінга.

## Фільмографія

### Фільми
| Рік  | Українська назва | Оригінальна назва | Роль            | Примітки |
| ---- | ---------------- | ----------------- | --------------- | --- |
| 2016 | Паркани          | Fences            | Корі Макссон    | Номінація—Black Reel Award for Outstanding Breakthrough Performance Номінація—Black Reel Award for Outstanding Supporting Actor Номінація—Премія Гільдії кіноакторів США за найкращий акторський склад в ігровому кіно |
| 2017 | Мати!            | Mother!           | Прибиральник    | |
| 2018 | Оверлорд         | Overlord          | Рядовий Ед Бойс | |
| 2020 | Жорстоке серце   | The Violent Heart | Даніел          | |
| 2022 | Вавилон          | Babylon           | Сідні Палмер    | |
| 2023 | Мізантроп        | To Catch a Killer | Макензі         | |

### Телебачення
| Рік       | Українська назва              | Оригінальна назва                  | Роль                            | Примітки |
| --------- | ----------------------------- | ---------------------------------- | ------------------------------- | --- |
| 2015–2017 | Залишені                      | The Leftovers                      | Майкл Мерфі                     | 11 епізодів |
| 2016      | Морська поліція: Лос-Анджелес | NCIS: Los Angeles                  | Emmanuel Salim                  | Episode: "Revenge Deferred" |
| 2018–2019 | Співчуваю вашій втраті        | Sorry for Your Loss                | Денні Ґрір                      | Головна роль |
| 2019      | Джек Раян                     | Jack Ryan                          | Маркус Бішоп                    | Головна роль |
| 2019      |                               | Live in Front of a Studio Audience | Lionel Jefferson                | Episode: "Norman Lear's All in the Family and The Jeffersons" |
| 2019      | Коли вони нас побачать        | When They See Us                   | Антрон Маккрей                  | Мінісеріал |
| 2019      | Вартові                       | Watchmen                           | Вілл Рівз/Правосуддя в Капюшоні | Episode: "This Extraordinary Being" Номінація —Прайм-тайм премію «Еммі» у категорії Найкращий актор другого плану в мінісеріалі або серіалі-антології, або телефільмі |
| 2020      | Протистояння                  | The Stand                          | Ларрі Андервуд                  | Мінісеріал, 10 епізодів |
| 2020      | 5150                          | 5150                               | Celeb                           | TV Short |
| 2024      | Проблема трьох тіл            | The Three-Body Problem             | Сол Дюран                       | 8 епізодів |
| 2026      | Ласкаво просимо до Деррі      | It – Welcome to Derry              |                                 | |

## Зовнішні посилання
- Джован Адепо на сайті IMDb (англ.)
- Джован Адепо у соцмережі «Твіттер»